# Synagoga Chóralna w Brześciu nad Bugiem
Synagoga Chóralna w Brześciu nad Bugiem (biał. Харальная сынагога ў Берасьці, ros. Хоральная синагога в Бресте) – główna świątynia społeczności żydowskiej w Brześciu nad Bugiem położona w centrum miasta na rogu ulic Dąbrowskiego (obecnie Sowiecka) i Listowskiego (Budionnego). 

## Historia
Została zbudowana w latach 1851–1861 po tym jak wyburzono starą synagogę w związku z budową Twierdzy. Położona była przy ulicy Policyjnej (w dwudziestoleciu międzywojennym Dąbrowskiego, po 1945 Sowiecka).
Charakteryzowała się oryginalną architekturą – zbudowano ją na planie sześcioboku, strona wejściowa była węższa od pozostałych boków. Budynek składał się z parteru i pierwszego piętra, wejście do świątyni wpisane było w wysoką na dwie kondygnacje loggię, na pozostałych bokach loggie z półokrągłymi oknami znajdowały się jedynie na pierwszym piętrze. Całość przykryto lekko spiczastym dachem. 
W czasie okupacji niemieckiej świątynia stała u wejścia do getta – mieścił się w niej magazyn skonfiskowanych przez Niemców rzeczy. Została uszkodzona jesienią 1942, gdy likwidowane było brzeskie getto, jednak przez długi czas po wojnie budynek należał do lokalnej społeczności żydowskiej. W 1959 przejęły go władze miejskie, które przebudowały synagogę na kino Oktiabr (Październik), obecnie pod nazwą Białoruś. 
Mimo przebudowy gmach zachował pierwotny sześciokątny kształt, a wewnątrz gdzieniegdzie można jeszcze zobaczyć hebrajskie napisy. 